# 체리 스미스
체리 스미스(Cherry Smith, 1943년 8월 22일 ~ 2008년 9월 24일)는 더 웨일러스의 코러스로 1963년부터 1966년까지 활동하였다. 그녀는 또 체리 그린(Cherry Green, 스미스의 이복형제인 칼튼이 이 성을 가지고 있다)이라고도 불렀다.
스미스는 자메이카 킹스턴의 트렌치타운에서 태어났다. 스미스는 안색이 밝아서 체리라는 별명을 가지고 있었다. 밥 말리의 공식 웹사이트에 따르면, 스미스가 사망한 이후, 웨일러스의 창립 멤버 중 살아있는 사람은 버니 웨일러와 비벌리 켈소라고 한다. 하지만 스미스는 웨일러스의 창립 멤버로는 이름을 올리지 않았다. 스미스는 웨일러스에 2년 넘게 있었고, 1963년 콕손 도드의 오디션에 참가했으나, 자신의 본업과 부양해야 할 아이가 있어 그룹의 첫 녹음에 참석하지는 못하고 켈소로 대체되었다.
스미스는 계속해서 웨일러스에 있으면서 녹음을 했으며, "Lonesome Feeling", "There She Goes", "What's New Pussycat?", "Let The Lord Be Seen In You"같은 노래에 참여하였다.
스미스는 1966년 말 그룹을 떠났으며, 플로리다주의 마이애미로 거처를 옮겨 간호사로 일하였다. 미국을 계속 돌아다니던 스미스는 마침내 웨스트팜비치에 자리를 잡았다.
스미스는 2008년 마이애미에서 향년 65세의 나이로 사망하였다. 현재 그녀의 남편, 딸, 형제와 손녀가 남아있다.